# 코시안
코시안(Kosian, Korean + Asian)은 한국인 아버지와 아시아인(주로 동남아시아인) 어머니 사이에서 태어난 한국인 2세를 일컫는 용어이다. 보통 2세가 겉모습으로 일반 한국인과 구별하기 어려운 일본, 중화민국(대만), 중화인민공화국(중국 대륙) 등의 동아시아 국가 출신인 경우는 포함되지 않는다.

## 개요
"코시안"이란 용어는 1996년경 안산외국인노동자센터에서 다문화 가정을 가리키는 말로 처음 사용되었는데, 2000년대 들어  동남아시아 국가 출신의 여성과 한국 남성 간의 국제 결혼이 농촌 지역을 중심으로 증가하기 시작하면서 자주 회자되었다.
코시안이란 용어가 인종차별적이라는 지적이 여러 번 제기되었는데, 한국인 스스로가 아시아인의 일부이면서도 아시아인과 구별되려는 신종 오리엔탈리즘이라는 지적과, 같은 아시아라도 한국보다 소득 수준이 높은 국가 출신에 대해서는 해당되지 않는다는 점, 2세들이 대한민국 국적을 가진 한국인이라는 점, 이국적인 외모에 따른 차별이라는 점 등이 포함되었다. 국립국어연구원은 '온누리안'이라는 신조어를 대안으로 제시하였으나, 대중적인 힘을 얻지는 못하고 있다.
현재 이들 아동들은 전체 대한민국 아동 인구의 0.5%에 불과하지만, 2020년경에는 30%까지 확대될 것으로 예상되고 있다. 이러한 추세의 예상은 대한민국의 저출산과 국제결혼 증가에 기인한다.
펄벅재단에 따르면, 약 3만 명의 코시안 어린이가 대한민국에 있다고 한다. 코시안 어린이는 다른 혼혈인과 마찬가지로 자주 생김새를 이유로 차별을 당하는 사례가 있다.

## 같이 보기
- 코피노
- 라이따이한